# Matabeleland South
Matabeleland South este o provincie (diviziune de gradul I) în partea de  sud-vest a statului Zimbabwe. Reședința este orașul Gwanda.

## Districte
Provincia are un număr de 6 districte:
- Beitbridge
- Bulilimamangwe
- Gwanda
- Insiza
- Matobo
- Umzingwane